# Anthurium quinquesulcatum
Anthurium quinquesulcatum är en kallaväxtart som beskrevs av Luis Aloysius, Luigi Sodiro. Anthurium quinquesulcatum ingår i släktet Anthurium och familjen kallaväxter. Inga underarter finns listade.